# Guerre indiane
La locuzione guerre indiane (Indian Wars) è il nome usato dagli storici nordamericani per descrivere la lunga serie di conflitti armati che contrapposero i nativi americani ai governi degli Stati Uniti d'America a partire dall'epoca della guerra d'indipendenza dalla Gran Bretagna.
Alcune delle guerre furono provocate da una serie di paralleli atti legislativi, come l'Indian Removal Act, unilateralmente promulgate da una delle parti e potenzialmente considerabili alla stregua di guerra civile.
Le guerre, che durarono fino al massacro di Wounded Knee nel 1890 e alla parallela conclusione dell'epopea della "frontiera", ebbero come effetti la conquista, la decimazione e l'assimilazione delle nazioni indiane, e la deportazione di svariate migliaia di persone nelle riserve indiane.

## A est del Mississippi (1775 - 1842)
Queste guerre furono combattute originariamente dagli appena istituiti Stati Uniti contro i nativi americani e durarono fino a poco dopo la guerra messico-statunitense.

### Guerra d'indipendenza
La rivoluzione americana inglobò in realtà due guerre parallele: mentre dal lato est la ribellione era rivolta contro il dominio britannico, quella a ovest fu puramente una "guerra indiana". Appena dopo la proclamazione d'indipendenza gli Stati Uniti erano in competizione con i britannici in un gioco di alleanze con le varie tribù di nativi dislocate a est del fiume Mississippi. L'interesse statunitense verso un'espansione occidentale, il quale si scontrava con l'atteggiamento più pacifico dimostrato dai britannici, non fu comunque la motivazione principale che favorì lo scoppio della guerra. Alcune tribù si unirono alla causa britannica nella speranza di ottenere in cambio un aiuto per arrestare l'espansione statunitense. 

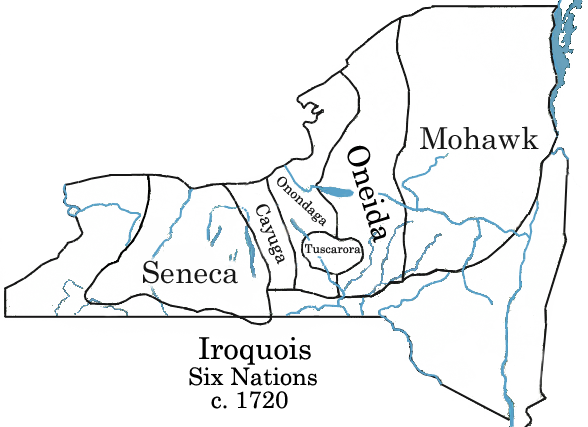
Le Sei Nazioni sul territorio dei grandi laghi nel 1720

Vi furono anche casi nei quali la rivoluzione americana risvegliò una vera e propria guerra civile interna alle singole comunità indiane, come per esempio nella confederazione irochese, nella quale i gruppi non condividevano le stesse simpatie riguardo alla parte dalla quale schierarsi. La confederazione, chiamata anche con il nome di "Sei Nazioni", vedeva gli Oneida e i Tuscarora dalla parte statunitense e gli altri quattro gruppi con gli inglesi. La rivoluzione in conclusione portò gli irochesi a uno scontro intestino che da tempo si era cercato di evitare. Le parti sconfitte (anche le tribù che avevano supportato gli statunitensi) subirono ampie perdite territoriali. La "Corona inglese" comunque aiutò i nativi rimasti senza terra ricompensandoli con la riserva di Grand River in Canada. Anche i Cherokee, come altre tribù, subirono una scissione interna tra un gruppo neutrale (o pro-americano) e uno anti-americano, al quale gli statunitensi si riferirono con il nome di Chickamauga.
Tra i maggiori scontri si ricorda la battaglia del fiume Keownee nella Carolina del Sud, combattuta nel luglio 1776 e vinta dagli anglo-irochesi. Nel 1779, nel tentativo di fermare le continue incursioni nella zona nord di New York, venne organizzata la spedizione di Sullivan la quale risultò essere la più grande organizzata fino a quel momento e si concluse con la distruzione di più di quaranta villaggi irochesi (1781). L'effetto desiderato però non si verificò: da quel momento infatti l'azione degli indiani divenne ancora più determinata.
I nativi in seguito rimasero allibiti nell'apprendere che, dopo il trattato di Parigi del 1783, gli "alleati" britannici cedettero una grande parte del territorio indiano agli statunitensi senza nemmeno informarli. Gli statunitensi inizialmente trattarono i nativi e il loro territorio come una nazione conquistata, ma in seguito questo atteggiamento fu difficile da imporre dato che l'acquisizione era avvenuta sulla carta e non sul campo di battaglia. Le mire espansionistiche non vennero comunque abbandonate e il nuovo governo statunitense pensò di raggiungere l'obiettivo con una politica basata sull'acquisizione territoriale tramite trattati. I singoli stati e i relativi coloni si trovarono spesso in disaccordo con questo tipo di tattica e quelle che seguirono furono nuovamente scene di guerra.

### Guerre chickamauga
Le guerre chickamauga furono una serie continua di conflitti che iniziarono con il coinvolgimento dei Cherokee nella rivoluzione americana (1783) e si prolungarono fino al tardo 1794 con la vittoria americana di Fort Miami del 21 agosto dello stesso anno. Chickamauga era il nome con il quale venivano identificate le tribù che seguirono il capo-condottiero Dragging Canoe verso sud-ovest nell'area dell'attuale Chattanooga, in Tennessee. I primi luoghi a essere soggetti agli attacchi indiani furono le colonie lungo i fiumi Watauga, Holston e Nolichucky, la vallata di Carter nel nord-est del Tennessee così come altri insediamenti nel Kentucky, in Virginia, in Carolina e in Georgia. La tipologia degli attacchi spaziava dalle piccole incursioni di qualche gruppo di guerrieri a vere e proprie campagne composte da 500 a oltre 1000 combattenti.
Le campagne condotte da Dragging Canoe e dal suo successore John Watts vennero spesso condotte congiuntamente a quelle del nord-ovest. La risposta armata dei coloni vide la completa distruzione di villaggi cherokee, senza riportare comunque un elevato numero di perdite da ambo le parti. Le guerre continuarono fino al trattato di Tellico Blockhouse nel 1794, cui seguì il 3 agosto 1795 il trattato per il quale le tribù native dei 13 stati americani furono internate nelle riserve. Tuttavia gruppi nativi si dettero alla macchia e le bande dei Creek di Lancia Rossa, continuarono la loro guerriglia, arrivando a massacrare 513 coloni europei il 30 agosto 1813 presso Fort Mims, finché furono sterminati a Talladega dal generale Jackson e definitivamente annientati nella battaglia di Horseshoe Bend, sul fiume Tallapoosa, nel 1814.

### Guerra indiana del Nord-Ovest

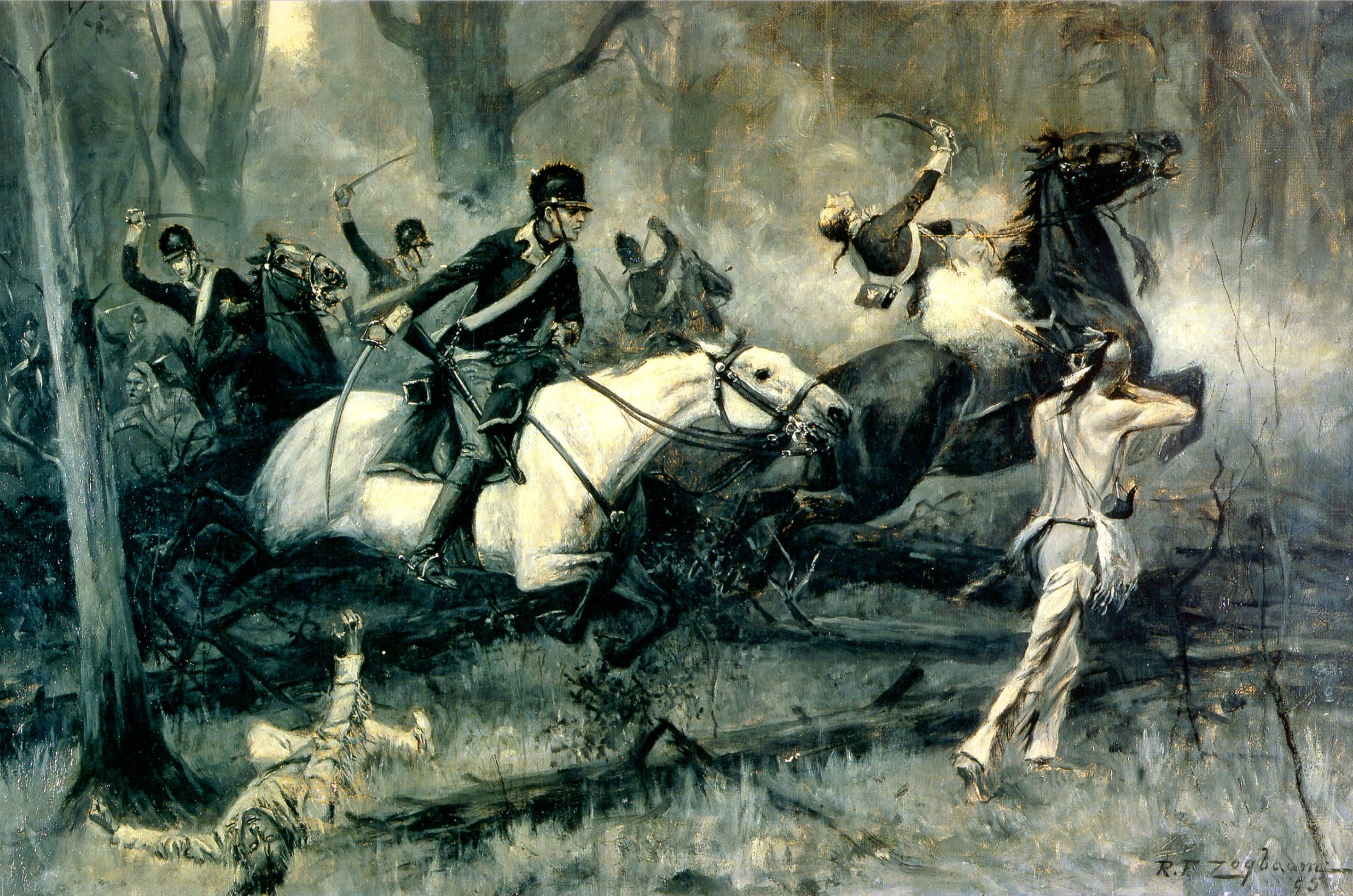
Rappresentazione della battaglia di Fallen Timbers

La cosiddetta ordinanza del Nord-Ovest del 1787 riorganizzò ufficialmente il territorio nord-occidentale in relazione agli insediamenti bianchi, i quali avevano già cominciato a riversarsi nella regione. La resistenza indiana provocò violenti scontri e l'amministrazione del presidente George Washington organizzò delle spedizioni armate atte a sedare le insurrezioni dei nativi. La guerra conseguente, che proseguì praticamente senza soluzione di continuità dopo la rivoluzione, fu detta anche "guerra di Piccola Tartaruga", dal nome del capo miami che fu uno dei protagonisti e vide il consolidarsi di una grande alleanza indiana, formata principalmente, oltre che dagli stessi Miami, da Shawnee, Lenape e Ottawa, che sconfisse le armate condotte dai generali Josiah Harmar e Arthur St. Clair. Questa fu la più grande sconfitta mai inflitta dai nativi agli statunitensi.
Si tentò la via della negoziazione, ma i nuovi confini proposti dalla confederazione condotta dagli Shawnee risultarono inaccettabili per gli statunitensi, i quali inviarono una seconda spedizione condotta questa volta dal generale Anthony Wayne. Aspettando un aiuto britannico che non arrivò mai, i nativi americani vennero sconfitti nella battaglia di Fallen Timbers nel 1794, e l'anno seguente furono obbligati ad accettare il trattato di Greenville, cedendo così i territori corrispondenti all'odierno Ohio e a una parte dell'Indiana agli Stati Uniti.

### La guerra di Tecumseh, la guerra anglo-americana del 1812 e la guerra creek

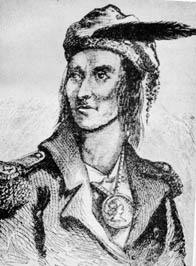
Ritratto di Tecumseh

L'erosione del territorio indiano da parte statunitense crebbe velocemente dopo il trattato di Greenville, tanto da destare un serio allarme nelle comunità amerindie. Nel 1800 William Henry Harrison divenne governatore dell'Indiana e sotto la direzione di Thomas Jefferson diede inizio ad una politica aggressiva avente come scopo l'acquisizione dei diritti sulle terre indiane. La resistenza all'espansione statunitense trovò espressione in due fratelli Shawnee, Tecumseh e Tenskwatawa, i quali si fecero promotori di un'unione tra varie tribù con l'intento di arrestare la vendita di territori da parte dei capi tribù indiani.
Nel 1811, mentre Tecumseh si trovava nel sud cercando di reclutare alleati tra i Creek, i Cherokee e i Choctaw, Harrison attaccò la confederazione dei nativi americani sconfiggendo Tenskwatawa e i suoi seguaci a Tippecanoe. La speranza degli statunitensi, i quali credevano che la recente sconfitta avesse posto fine alla resistenza, fu vanificata dal fatto che Tecumseh optò per un'alleanza con i britannici, che a breve, nel 1812, sarebbero entrati in guerra con gli Stati Uniti.
Esattamente come la rivoluzione, sul fronte occidentale la guerra anglo-americana del 1812 coinvolse pesantemente i nativi. Gli americani risultarono vittoriosi sul fronte ovest e Tecumseh perse la vita per mano dell'esercito di Harrison durante la battaglia del Thames, la quale mise fine alla resistenza nel nord-ovest. Cominciata praticamente senza soluzione di continuità, la guerra creek (1813-1814) nacque come una guerra civile all'interno della nazione omonima e solo in seguito divenne parte del grande scenario di battaglie relative all'espansione statunitense.
In seguito, nel 1818, la prima guerra Seminole fu in qualche modo una continuazione della guerra creek ed ebbe come esito l'annessione della Florida da parte degli Stati Uniti nel 1819.

### L'Atto di rimozione
Uno dei risvolti delle precedenti guerre fu l'approvazione della legge sulla rimozione degli indiani nel 1830, promulgata dal presidente Andrew Jackson. Questa legge non previde una reale "rimozione" di alcun nativo, ma autorizzò la negoziazione di trattati aventi come obiettivo lo scambio delle terre indiane orientali con quelle statunitense occidentali, recentemente acquisite con l'accordo sulla Louisiana. Ciò che spinse primariamente verso una politica di questo tipo fu il fatto che sia i britannici sia gli spagnoli stavano reclutando e armando dei nativi americani all'interno dei confini statunitensi
Altri atti similari vennero in seguito firmati e la maggior parte dei nativi, seppur pacifici e riluttanti, dovettero accettare con amara rassegnazione i relativi trattati. Ovviamente altri gruppi preferirono una reazione ed entrarono in guerra proprio per fermare l'incremento di questi trattati territoriali generando così due guerre di breve durata (quella Black Hawk del 1832 e quella Creek del 1836) e una invece più lunga e dispendiosa quale fu la seconda guerra seminole (1835-1842).
Nel 1838 inizia la campagna militare contro i Seminole in Florida; il sachem Osceola è catturato e torturato, mentre i superstiti si rifugiano nelle zone paludose continuando la guerriglia.

## A ovest del Mississippi (1823 - 1890)
Così come a oriente, l'espansione dei coloni nelle grandi pianure e nelle alture occidentali creò dei dissidi con le popolazioni di nativi. Molte tribù, dagli Ute del Gran Bacino ai Nez Perce dell'Idaho, combatterono, ma coloro che opposero la resistenza più tenace all'espansione colonica furono i Sioux a nord e gli Apache a sud-ovest. Condotti da capi guerrieri risoluti, come Nuvola Rossa (Red Cloud) o Cavallo Pazzo (Tashunka Witko in lingua dakota), i Sioux erano particolarmente abili nelle battaglie a cavallo; neofiti della vita nelle pianure, provenendo dalla regione dei Grandi Laghi, impararono a domare e a montare i cavalli e da quel momento si mossero verso ovest sconfiggendo ogni tribù incontrata sul proprio cammino diventando così temibili ed esperti guerrieri.
Gli Apache invece praticavano l'arte della guerra prevalentemente in zone desertiche e in presenza di canyon. La loro economia veniva integrata principalmente con razzie ai danni dei villaggi vicini.

### Il Texas

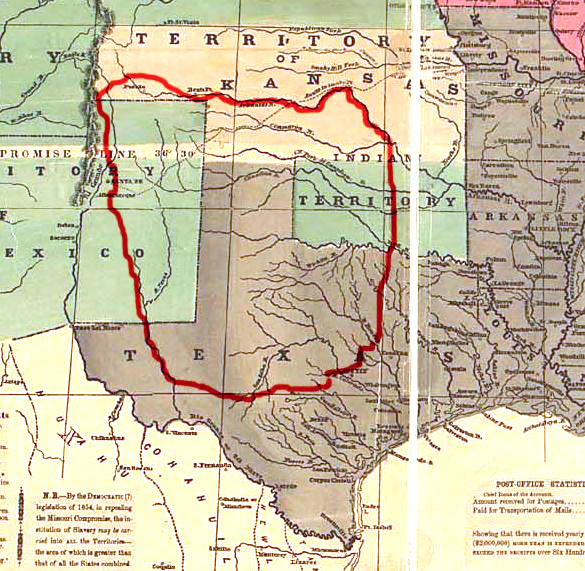
La Comancheria definita dalla linea rossa

Negli anni '50 del XVIII secolo i nativi delle grandi pianure arrivarono in Texas e gli scontri con i nuovi arrivati, i coloni europei, non tardarono a svilupparsi. Un gran numero di anglo-americani raggiunsero il Texas intorno al terzo decennio del XIX secolo e da quel momento, per circa cinquant'anni, cominciò una serie di confronti armati che videro opposti principalmente i Texani e i Comanche.
La prima battaglia degna di nota fu quella del cosiddetto massacro di Fort Parker nel 1836, nella quale un gruppo di Comanche, Kiowa, Wichita e Lenape attaccò i coloni stabilitisi nel forte. Nonostante il relativamente basso numero di bianchi che persero la vita l'assalto destò una vampata di rabbia generalizzata contro i nativi principalmente dovuta al rapimento durante l'assalto di Cynthia Ann Parker.
La Repubblica del Texas guadagnò la propria sovranità dopo la guerra messicana e il governo, sotto la direzione del presidente Sam Houston, cominciò una nuova politica di cooperazione con i Comanche e i Kiowa. Ironicamente, dato che Houston visse per un periodo con i Cherokee, questi ultimi sembrarono essersi schierati con il Messico per combattere la nuova e inesperta repubblica texana. Ad ogni modo, Houston risolse il conflitto senza ricorrere alle armi, rifiutandosi di credere che i Cherokee avessero potuto attaccare il suo governo.

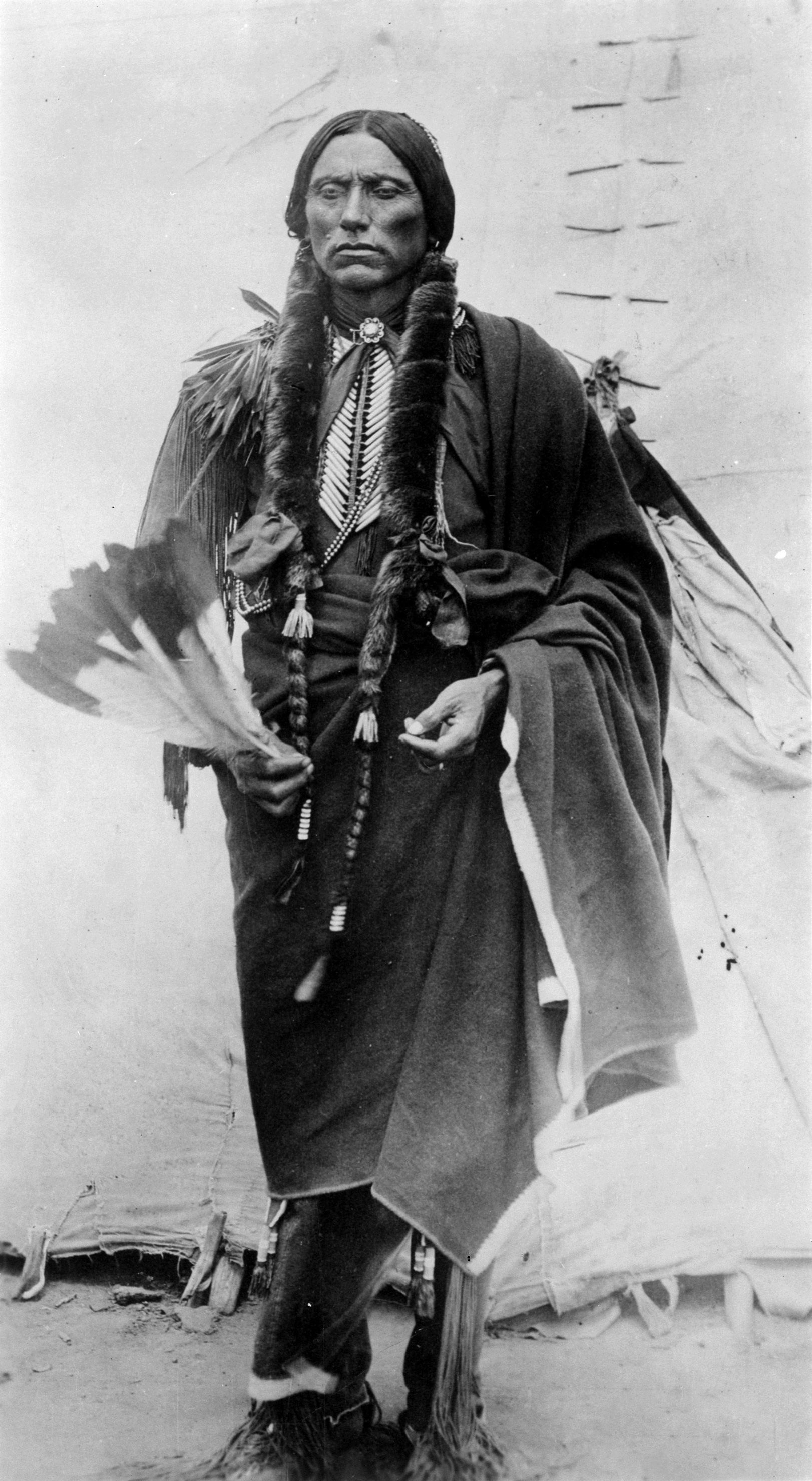
Quanah Parker, capo dei Kwahadi Comanche

L'amministrazione di Mirabeau Bonaparte Lamar, che seguì quella di Houston, attuò una politica decisamente differente nel rapporto con i nativi americani. Sotto Lamar la repubblica texana tentò di trasferire i Cherokee più a ovest e riuscì alla fine ad avere la meglio. Una serie di battaglie avvenne in seguito al tentativo di deportare i Comanche e i Kiowa. La prima fu la "battaglia" di Council House dove, durante un colloquio di pace, vennero sequestrati e uccisi, avendo opposto resistenza, alcuni capi Comanche, il che portò anche alla grande incursione del 1840 e alla battaglia di Plum Creek.
L'amministrazione di Lamar rimase famosa per la sua politica costosa e fallimentare: nei quattro anni di gestione i costi per le guerre sostenute superarono le entrate annuali. Seguì un nuovo governo Houston che riprese una politica diplomatica e assicurò al Texas una serie di trattati con tutte le tribù native dell'area, Comanche compresi.
Nel 1846 il Texas si aggregò all'Unione e gli anni che andarono dal 1856 al 1858 furono particolarmente sanguinosi sulla frontiera texana con lo spostamento dei coloni all'interno della terra Comanche, la Comancheria. Gli scontri che posero fine alla vitalità del popolo Comanche furono la Battaglia di Little Robe Creek e la spedizione di Antelope Hills nel 1858, le quali rappresentarono un colpo violento proprio nel cuore della Comancheria.
Le battaglie tra i coloni e i nativi americani continuarono e nel 1860, durante la Battaglia di Pease River, le milizie texane distrussero un campo indiano scoprendo in seguito di aver ricatturato Cynthia Ann Parker, la ragazzina che era stata in precedenza, nel 1836, rapita dai Comanche. Cyntha tornò quindi a vivere con la famiglia Parker ma perse i suoi figli, uno dei quali, Quanah Parker, divenne in seguito un capo tribù e dopo la Prima Battaglia di Adobe Walls dovette arrendersi alla schiacciante superiorità bellica del governo federale e, nel 1875, stabilirsi in una riserva nel sud-ovest dell'Oklahoma.

### Il sud-ovest
I conflitti in quest'area spaziarono dal 1846 al 1895. Essi coinvolsero tutte le tribù indiane, ad eccezione dei Pueblo, e per la maggior parte dei casi furono una continuazione della precedente guerra d'indipendenza messicana.
Per vari decenni comunque le tribù indiane rimasero coinvolte sia nei commerci sia nelle battaglie con i vari coloni stranieri finché il territorio del sud-ovest, comprendente gli attuali Colorado, California, Utah, Nevada, Wyoming e Nuovo Messico, venne conquistato dagli Stati Uniti a scapito dei messicani tra il 1848 e il 1850.
Sebbene le guerre Navajo e Apache siano le più conosciute, non furono le uniche. La più grande campagna statunitense nel sud-ovest coinvolse 5000 soldati e costrinse, nel 1886, Geronimo e la sua banda di Apache ad arrendersi.

### Le Grandi Pianure

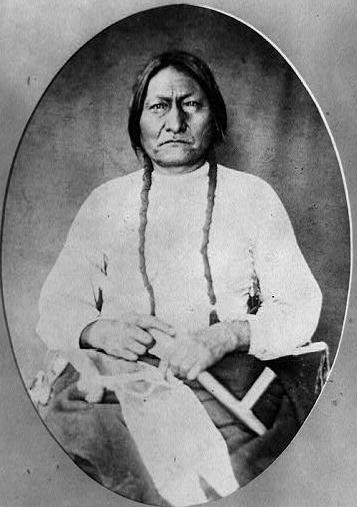
Tatanka Iyotake, capo Sioux Lakota, comunemente noto come Toro Seduto

Il conflitto tra bianchi e indiani continuò anche durante la guerra di secessione (1861-1865). La guerra di Piccolo Corvo del 1862 (chiamata anche "Rivolta Sioux del 1862") fu il primo grande scontro tra gli Stati Uniti e i Sioux. Dopo sei settimane di battaglie nel territorio del Minnesota, condotte per la maggior parte da capo Tʿaoyate Duta (Piccolo Corvo), si potevano registrare più di 500 morti tra soldati e coloni statunitensi.
Il numero di Sioux morti nella rivolta rimane non documentato, ma dopo la guerra 303 nativi furono accusati di assassinio e rapina dai tribunali statunitensi e successivamente condannati a morte. Molte di queste condanne vennero commutate, ma il 26 dicembre 1862 a Mankato, in Minnesota, si andò a consumare quella che a oggi rimane la più grande esecuzione di massa nella storia degli Stati Uniti, con l'impiccagione di 38 Sioux.
Nel novembre 1864 invece avvenne una delle battaglie indiane maggiormente degne di infamia, denominata non a caso il Massacro di Sand Creek. Il tutto ebbe inizio quando una milizia locale, al comando del col. Chivington, attaccò un villaggio Cheyenne e Arapaho situato nel sud-est del Colorado e uccise e mutilò indistintamente  uomini, donne e bambini. Gli indiani di Sand Creek erano stati rassicurati dal governo degli Stati Uniti che avrebbero vissuto tranquillamente nella loro area ma ciò che causò il massacro fu il crescente odio degli europei nei confronti dei nativi. I successivi congressi diffusero un appello pubblico contro altri simili carneficine nei confronti degli indiani, ma esso non fece presa nel popolo.
Il massacro degli Cheyenne di Motavato ("Caldaia Nera") a Sand Creek il 29 novembre 1864 ad opera degli uomini del colonnello Chivington, provocò reazioni di vendetta, e Coda Chiazzata, coadiuvato principalmente dallo Sichangu Nomkahpa ("Due Colpi") e dall'Oglala Palani Wicakte ("Uccisore-di-Pawnee"), ma anche dall'Hunkpapa Tatanka Yotanka ("Toro Seduto"), scatenò i Teton lungo il Platte River,assediando e distruggendo Julesburg, nel Colorado, il 7 gennaio 1865 e attaccando sanguinosamente le truppe statunitensi nel territorio, affidate prima al gen. Robert B. Mitchell e poi al gen. Patrick E. Connor.

### Dopo la guerra di secessione
Terminata la guerra di secessione, iniziarono le trattative con gli indiani a Fort Laramie nella primavera 1866 e si conclusero con la stipulazione del Trattato di Laramie del 27 giugno 1866. Contemporaneamente per un biennio imperversò la guerra di Nuvola Rossa. 
Nel 1870  Toro Seduto creò la grande alleanza tra Sioux, Blackfeet, Arapaho e Cheyenne, e iniziò la guerriglia degli Apache di Geronimo.
Nel 1875 scoppiò l'ultima vera guerra sioux, quando la corsa all'oro nel Dakota arrivò alle Black Hills (Colline Nere), territorio sacro per i nativi americani. L'esercitò statunitense non precluse ai minatori l'accesso alle zone di caccia Sioux, e inoltre quando venne chiamato ad attaccare delle bande indiane che stavano cacciando nella prateria, come loro concesso dai precedenti trattati, rispose immediatamente. 

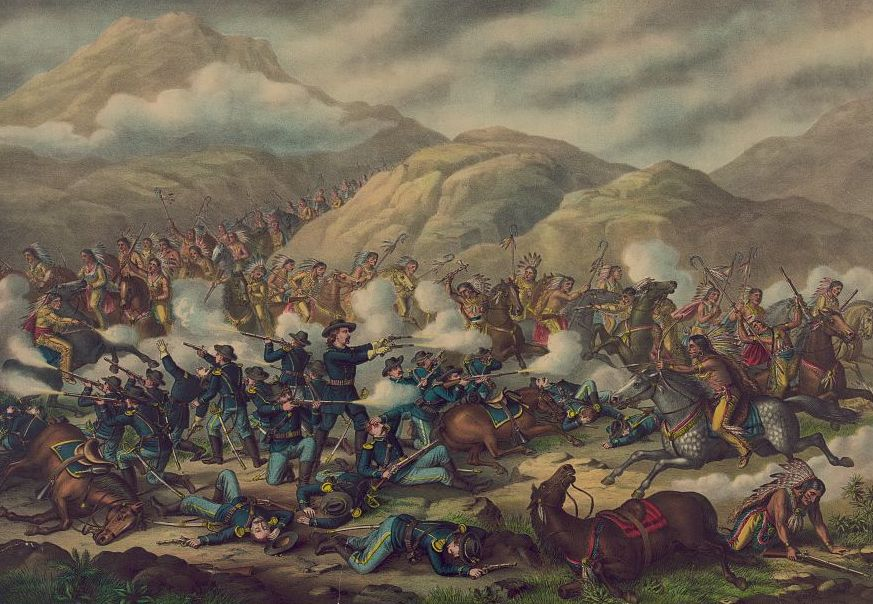
La Battaglia di Little Big Horn

Nel 1876 dopo vari incontri non conclusivi, il Generale George Armstrong Custer trovò l'accampamento principale dei Lakota (altro nome dei Sioux occidentali) e dei loro alleati vicino al fiume Little Bighorn. Nella battaglia che prende il nome da questo fiume, Custer e i suoi uomini, i quali erano divisi dal resto delle truppe, furono tutti uccisi dai nativi americani che vantavano una netta superiorità numerica nonché un vantaggio tattico dovuto alla precipitazione del generale statunitense. La guerra terminò nel 1877 con la resa di Cavallo Pazzo, mentre Toro Seduto guidò un contingente numeroso oltre il confine in Canada.
Più tardi, nel 1890, nella riserva indiana dei Lakota, a Wounded Knee nel Dakota del Sud,  una nuova credenza religiosa, la "danza degli spiriti", fece presa sugli indiani. Il governo americano prese a considerarlo una minaccia alla pace e dispose le opportune contromisure militari, nel corso delle quali fu ucciso Toro Seduto. In dicembre si concluse con il Massacro di Wounded Knee. Durante l'assalto finale vennero uccisi più di 300 nativi americani, per la maggior parte anziani, donne e bambini. Tuttavia, già molto prima di questo evento erano già state eliminate le basi per la sussistenza sociale delle tribù delle Grandi Pianure, con lo sterminio quasi completo dei bisonti negli anni 1880, dovuto a una caccia indiscriminata.

## Cronotassi degli avvenimenti
- luglio 1776, battaglia del fiume Keownee (S. Carolina)
- 1781, sconfitta degli Irochesi
- 1783, sconfitta dei Cherokee
- 21 agosto 1794, battaglia di Fort Miami
- 3 agosto 1795, trattato di Greenville: tutte le tribù dei 13 stati americani sono internate; i Creek ribelli di Lancia Rossa sono sterminati a Talladega
- 30 agosto 1813, i Creek uccidono 513 coloni bianchi a Fort Mims
- 1814, a Horseshoe sul fiume Tallapoosa i Creek sono definitivamente distrutti
- estate 1823, il gen. Leavenworth massacra gli Arikara
- 1830, i Sauk sono massacrati sul Mississippi
- 1834, Leavenworth guida una campagna distruttiva contro Osage, Kiowa, Comanche e Cheyenne
- 1838-1842, campagna in Florida contro i Seminole; il sachem Osceola è catturato e torturato, ma i superstiti rimangono indipendenti
- 1851, il gen Harney massacra 136 persone in un villaggio
- 1854, il sachem Orso dei Cheyenne è ucciso dal ten. Gratton
- 1854, il gen. Harney massacra i Sioux al campo di Ash Hollow
- 29 novembre 1864, 550 Cheyenne di Caldaia Nera sono massacrati nel loro villaggio dal col. Chivington
- luglio 1865, Sioux, Cheyenne e Arapaho attaccano il presidio militare sul Platte Bridge in Wyoming
- 1866, il 9º Cavalleria del magg. G. Forsyth è decimanto dai Cheyenne al fiume Republican in Colorado
- 1866, i Sioux presso Fort Kearny distruggono lo squadrone del ten. col. W. Fetterman
- 1866, fallisce la campagna militare dei gen. Hancock e Custer contro i Sioux a Pawnee Forks
- 2 agosto 1867, il col. Powell sconfigge Nuvola Rossa con i suoi 5000 tra Sioux, Cheyenne, Blackfeet e Arapaho
- 23 novembre 1868, il gen. Custer massacra nel loro villaggio di Washita River 260 persone del Cheyenne Caldaia Nera
- 13 gennaio 1870, il col. Baker massacra un villaggio dei Blackfeet sul Milk River; inizia la guerriglia degli Apache di Geronimo. Toro Seduto crea la grande alleanza tra Sioux, Blackfeet, Arapaho e Cheyenne
- 17 marzo 1876, i Cheyenne di Cavallo Pazzo sconfiggono il gen. Reynolds al Powder River nel Wyoming
- 17 aprile 1876, i Cheyenne di Cavallo Pazzo sconfiggono il gen. Crook
- 25 giugno 1876, gli alleati Sioux (Oglala, Hunkpapa, Mineconjou, Brulè, Sans Arc, Blackfeet, Santee) guidati da Cavallo Pazzo annientano lo squadrone del gen. Custer al Little Big Horn
- 1876, Buffalo Bill uccide in duello il sachem Mano Gialla: i Cheyenne si arrendono e sono internati nella riserva; il gen. Miles insegue Toro Seduto che fugge in Canada (Manitoba)
- 15 giugno 1877, il sachem Giuseppe dei Nasi Forati vince al White Bird Canyon e al fiume Clearwater l'11 luglio, dopo inizia la sua ritirata verso il Canada, ma i 5 ottobre è raggiunto dal gen. Howard a pochi chilometri dal confine e costretto ad arrendersi
- 4 settembre 1886, il capo apache Geronimo si arrende al ten. C. Gaterwood
- 19 settembre 1886, il capo apache Mangus e il suo gruppo di 15 persone si arrende
- 15 dicembre 1890, Toro Seduto rientrato negli Stati Uniti è assassinato nella riserva di Standing Rock
- 29 dicembre 1890, Massacro di Wounded Knee

## Lista delle principali guerre e battaglie

### Tra Nativi e Stati Uniti d'America

#### A est del Mississippi
- Guerre Chickamauga (1776-1794)
- Guerra Indiana di Nord-Ovest (1785-1795) o guerra di Piccola Tartaruga
  - Battaglia del Wabash (1791)
  - Battaglia di Fallen Timbers (1794)
- Guerra di Tecumseh (1811-1813)
  - Battaglia di Tippecanoe (1811)
- Guerra Creek (1813-1814)
  - Battaglia di Burnt Corn (1813)
  - Massacro di Fort Mims (1813)
  - Battaglia di Tallushatchee (1813)
  - Battaglia di Talladega (1813)
  - Battaglia di Horseshoe Bend (1814)
- Guerra di Peoria (1813)
- Prima guerra Seminole (1817-1818)
- Guerra Winnebago (1827)
- Guerra Black Hawk (1832)
- Seconda guerra seminole (1835-1842)
- Terza guerra seminole (1855-1858)

#### A ovest del Mississippi
- Guerra texano-indiana (1836-1875)
  - La grande incursione del 1840
  - Massacro di Fort Parker (1836)
  - Battaglia di Neches (1839)
  - Battaglia di Council House (1840)
  - Battaglia di Plum Creek (1840)
  - Battaglia di Passo Bandera (1841)
  - Massacro di Ash Hollow del gen. Harney contro i Sioux
  - Battaglia di Little Robe Creek (1858)
  - Battaglia di Pease River (1860)
  - Prima battaglia di Adobe Walls (1864)
  - Battaglia del Republican River (1866) in Colorado[senza fonte]
  - Battaglia di North Fork (1872)
  - Seconda battaglia di Adobe Walls (1874)
- Guerra cayuse (1848-1855)
- Guerra Rogue River (1855-1856)
- Guerra yakima (1855-1858)
- Guerra chilcotin (1864)
- Guerra navajo (1861-1864)
- Guerra apache (1864-1886)
- Guerra di Piccolo Corvo (1862)
- Guerra di Nuvola Rossa (1866-1868)
  - Battaglia di Fetterman (1866)
  - Battaglia dei cassoni dei carri (1867)
- Guerre del Colorado (1864-1865)
  - Massacro di Sand Creek (1864)
  - Battaglia del Platte Bridge (1865)
- Campagna Comanche (1867-1875)
  - Battaglia di Beecher Island (1868)
  - Battaglia del Washita (1868)
  - Battaglia di Summit Springs (1869)
  - Battaglia di Palo Duro Canyon (1874)
- Guerra Modoc (1872-1873)
  - Battaglia del Lost River (1872)
- Guerra del Red River (1874-1875)
- Guerra per le Black Hills (1876-1877)
  - Battaglia del Rosebud
  - Battaglia del Little Big Horn (1876)
- Guerra Nez Perce (1877)
- Guerra bannock (1878)
  - Massacro del Bear River (1863)
- Guerra cheyenne (1878-1879)
- Guerra sheepeater (1879)
- Massacro di Wounded Knee (1890)

### Tra nativi e altre potenze
- Guerra pequot (1637-1638)
- Guerra di Kieft (1643-1645)
- Guerra di re Filippo (1675-1676)
- Guerre franco-irochesi
- Guerra dei Tuscarora (1711-1715)
- Guerra yamasee (1715-1717)
- Guerre chickasaw (1720-1760)
- Ribellione di Pontiac (1763)
- Battaglia di Sitka (1804)

## Le perdite
Basandosi sulle stime di un censimento del 1894, lo studioso Russel Thornton ha estrapolato alcuni dati essenziali: in particolare, dal 1775 al 1890 almeno 53500 nativi americani e 19000 bianchi avrebbero perso la vita in atti di guerra, collettivi e individuali. La stima include anche donne, vecchi e bambini, poiché i non-combattenti spesso perivano durante gli scontri di frontiera, e la violenza dei combattimenti non permetteva di risparmiare le vite dei civili. È praticamente impossibile, secondo Thornton, calcolare il numero delle perdite dei nativi negli scontri precedenti al 1775 e nelle guerre intertribali determinate dall'intromissione degli Europei nei rapporti tra i nativi: «150000? 250000? 500000? Non lo sappiamo. Basti dire che gli indiani americani subirono un ragguardevole decremento della popolazione a seguito delle guerre derivanti dall'arrivo e dalla colonizzazione degli Europei»..